# Robert Volkmann
Friedrich Robert Volkmann (6. april 1815 i Lommatzsch ved Meißen i Sachsen – 30. oktober 1883 i Budapest) var en tysk komponist.
Volkmann studerede musik fra 1836 i Leipzig hvor Mendelssohns og Schumanns gerning havde stor indflydelse på hans udvikling. Efter nogle års ophold i Prag og Wien slog han sig ned i Budapest, der blev hans fremtidige hjemsted og hvor han i sine senere år virkede som professor ved musikakademiet.
Volkmanns talrige kompositioner er i første række instrumentalværker, hvoraf fremhæves værdifulde orkesterarbejder som symfoni i d-mol, serenade for strygeorkester og ouverturer (således til Richard III), cellokoncert, kammermusik; trioer (den fortræffelige i b-mol) og strygekvartetter samt klavermusik (to- og firhændig): Visegrád, Wanderskizzen, Ungarische Skizzen m.fl.
Som vokalkomponist var Volkmann mindre betydelig; han sluttede sig til den romantiske retning og står navnlig Schumann nær, men hans komponistfysiognomi viser selvstændige træk; ikke mindst ved den virkningsfulde anvendelse af motiver fra slavisk og ungarsk folkemusik.